# Angélique du Coudray

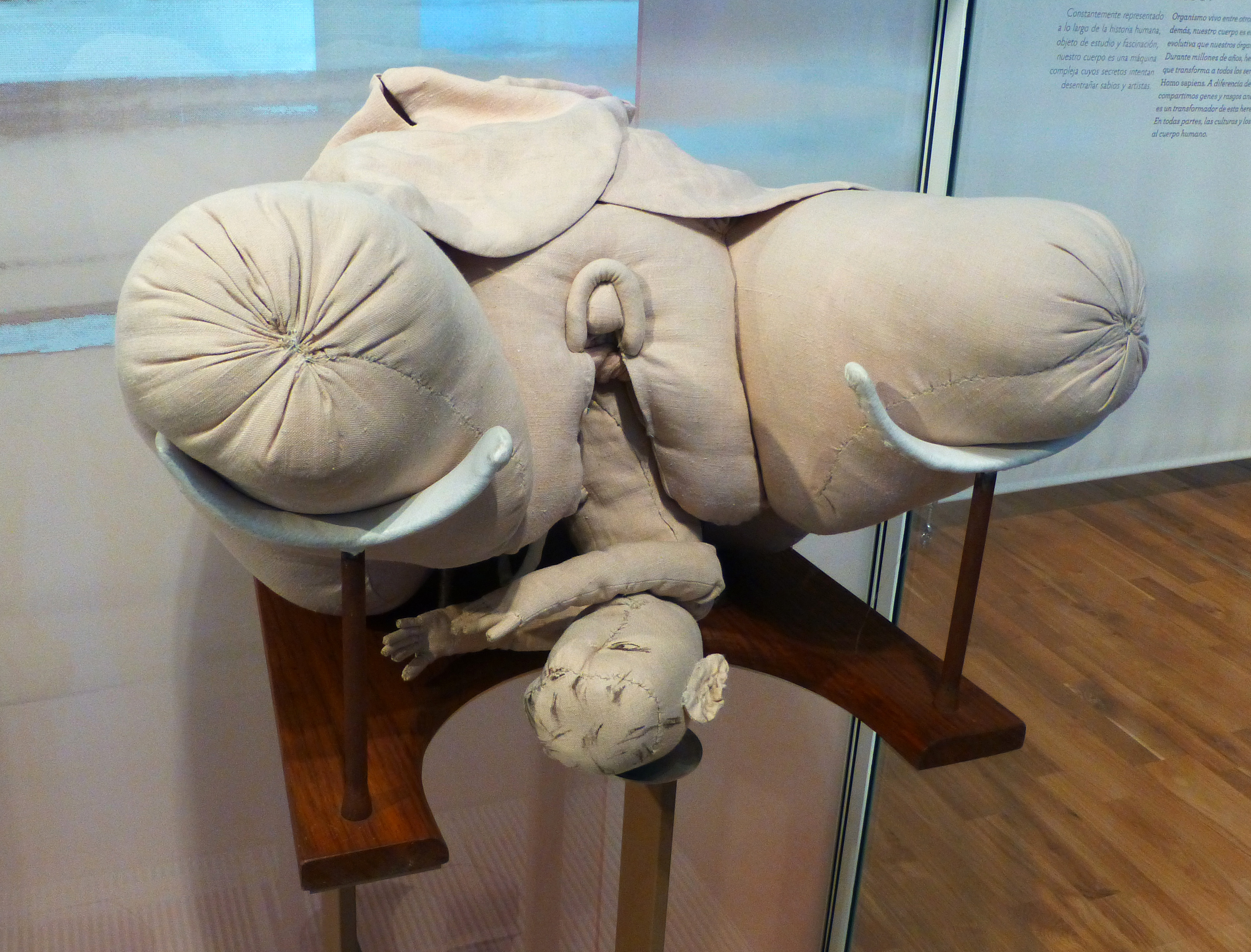
Manekin używany przez Coudray do nauczania położnych, XVIII, Musée de l'Homme w Paryżu.

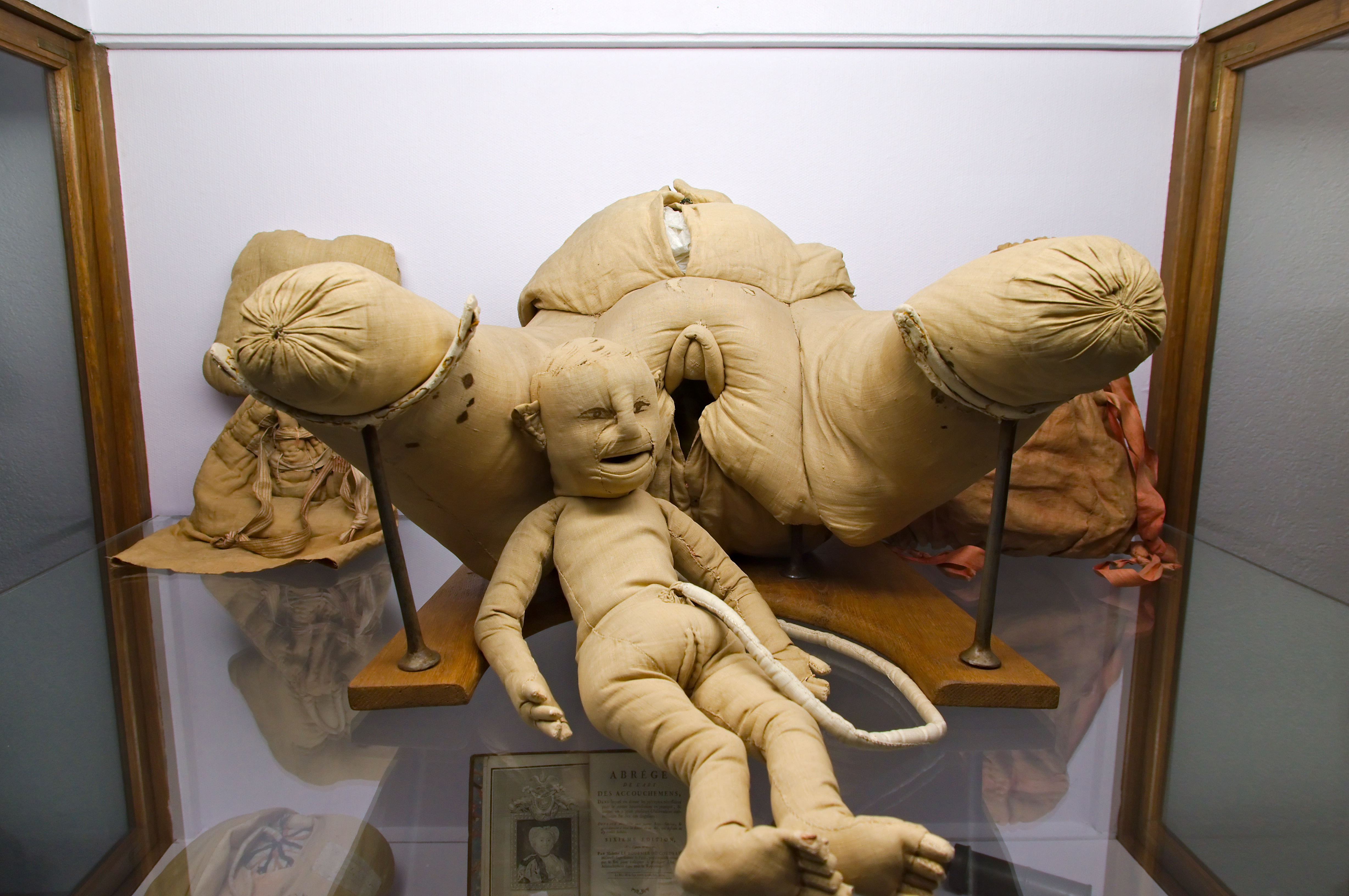
Muzeum Flauberta i Historii Medycyny w Rouen.

Angélique Marguerite Le Boursier du Coudray znana jako Angélique du Coudray (ur. 1712 w Clermont-Ferrand, zm. 17 kwietnia 1794 w Bordeaux) – pionierska, francuska położna, która odegrała kluczową rolę we wprowadzeniu systematycznego szkolenia położnych i położników.

## Rodzina
Urodziła się w rodzinie wybitnych francuskich lekarzy.

## Życiorys
Żyła w czasach, kiedy kobiety nie mogły studiować. Według tradycji odbieraniem porodów trudniły się wtedy przede wszystkim kobiety (często bez głębszego wyszkolenia), a położnictwo nie należało do nauk medycznych. Jednak między innymi również z zazdrości o intratne zajęcie postanowiono uznać odbieranie porodów za część medycyny. Medycy sprzeciwili się szkoleniu położnych. W reakcji na ich protesty i zakazy Angelique napisała petycje i dostała się do paryskiej École de Chirurgie, po czym dostała pracę w szpitalu Hôtel-Dieu. Przez trzy lata była uczennicą Anne Bairsin, mistrzyni położnej. Dyplom otrzymała 26 września 1739, a wkrótce potem została zaprzysiężoną położną. Po 1740 pracowała jako licencjonowana położna w Paryżu. Po szesnastu latach pracy jako mistrzyni położnych w Châtelet w Paryżu, w 1754 wróciła do Owernii i zaczęła udzielać bezpłatnych lekcji kobietom zajmującym się porodami na obszarach wiejskich. Wymyśliła manekina (z drewna, kartonu, tkaniny, bawełny), odtwarzającego naturalnej wielkości miednicę kobiety podczas porodu i pozwalającego na różne manipulacje. Z decyzji administratora prowincji Owernii we Francji manekin trafił do głównych miast prowincji. W 1759 Angélique du Coudray opublikowała Abrégé de l'art des accouchements, będący rewizją i rozszerzeniem wcześniejszego podręcznika położnictwa z 1667. Bez medycznego żargonu, za pomocą prostego języka zanotowała w nim wiele praktycznych rad. Drugie wydanie, opublikowane w 1769, zostało zilustrowane 26 kolorowymi rycinami, dzięki temu było pomocne również dla osób, które nie potrafiły czytać. W 1759 Ludwik XV dał jej patent i pensję: w zamian du Coudray jeździła z lekcjami położnictwa po całym królestwie w celu zmniejszenia śmiertelności niemowląt. Mając czterdzieści pięć lat, przez prawie ćwierć wieku (do 1783), pomimo kłopotów z podagrą i otyłością, przemierzając Francję, wyszkoliła ponad 4 000 kobiet, które uczyły kolejne kobiety (razem ok. 10 000). Zajęcia odbywały się sześć dni w tygodniu (rano i popołudniu), trwały około dwóch miesięcy, tak aby każda osoba miała wystarczająco dużo czasu na wysłuchanie wykładów i kilkukrotne przećwiczenie każdego manewru na manekinie. Wyszkoliła także ok. 500 chirurgów i lekarzy (samych mężczyzn). Otworzyła domy macierzyńskie w wielu dużych miastach. Kościół pozwolił jej również na udzielanie chrztów dzieciom. Jej szkolenie dotyczyło również zwiększonej troski o niemowlęta, które były mniej zdolne do życia i wcześniej nie były przedmiotem opieki. Dzieci tego rodzaju były często oddzielane od matek; położna opiekowała się matką, a dzieci często zostawiano same na korytarzu aż do śmierci. Dzięki intensywniejszej opiece wiele dzieci udało się uratować. Poprzez szkolenie innych, du Coudray stała się celebrytką i międzynarodowym symbolem francuskiego postępu medycznego, zrewolucjonizowała położnictwo i nauczanie we Francji. Najbardziej oczywistym wkładem, ale wymienianym najrzadziej, jest jej rola we wzroście populacji we Francji.
Amerykańska artystka Judy Chicago w zbudowanej kolektywnie instalacji The Dinner Party poświęciła jej napis na trójkątnych płytkach podłogi Heritage Floor. Porcelanowe płytki z wyrytym nazwiskiem Angelique du Coudray odpowiadają nakryciu dla Caroline Herschel.